# Fernando de Giles
Fernando de Giles Pacheco (Toledo, 5 de julio de 1939-Ibídem, 26 de junio de 2014) fue un periodista, escritor y pintor español.

## Biografía
Licenciado por la Escuela Oficial de Periodismo de Madrid, trabajó en las revistas Mundo Hispánico, El Ruedo, Trinca, Gaceta Ilustrada y El Alcázar. 
En 1975 empezó a trabajar en TVE en programas como Dossier, Secuencias del Mundo, Objetivo, Primera Página y En portada, del que fue director adjunto en su primera época. Como corresponsal de guerra de estos espacios informativos y durante más de veinte años, realizó reportajes en todo el mundo con especial dedicación a Latinoamérica y África. Acabó su vida profesional en TVE el 31 de diciembre de 2002, como jefe del área de Internacional de los Servicios Informativos de TVE y como director de El mundo en 24 horas, que se emitía en el Canal 24 horas y en TVE Internacional. Publicó numerosos libros, destacando su novela Habanera nocturna.
Como pintor, se formó en las escuelas de Bellas Artes de Sevilla y Toledo. Desde 1974 formó parte del Grupo Tolmo, con sede en Toledo. Gran parte de su producción artística puede considerarse expresionista y con contenido social, a raíz de sus experiencias internacionales como corresponsal de guerra.

## Exposiciones
Individuales
- 1976. Galería Tolmo (Toledo).
- 1979. Galería de los Navas en Bogotá (Colombia).
- 1988. Variaciones sobre un paisaje de Toledo en Galería Tolmo.
- 1995. Parada para repostar en Galería Tolmo.
- 2003. Exposición retrospectiva en el Centro Cultural de la Caja de Ahorros de Albacete (Castilla-La Mancha).
- 2007. Galería de Arte Mada Primavesi, Madrid.

Colectivas con Grupo Tolmo
Ha participado en más de un centenar de exposiciones con el grupo Tolmo. Destacan:
- 1975. Casa de Colón (Las Palmas de Gran Canaria), Palacio de Cristal (Madrid).
- 1976. Feria Internacional ART´76 de Basilea (Suiza).
- 1977. Museo de Arte Contemporáneo de Tokio (Japón).
- 1981. FIAC 81 Feria Internacional de Arte Moderno de París (Francia).
- 1984. Palacio de Velázquez en Madrid y ARCO´84 (Madrid).
- 1985.
- Stadtturm Galerie de Innsbruck (Austria).
- 1989. Actual Art en Mallorca.
- 1990. Centro Cultural Conde Duque (Madrid) y Museo de Santa Cruz (Toledo).
- 2000. Museo de Arte Contemporáneo de Toledo.
- 2001. Centro Cultural San Marcos (Toledo).
- 2002. Feria de Arte Contemporáneo (Ciudad Real).
- 2007. Feria de Arte Contemporáneo de Miami (Estados Unidos).
- 2021. Grupo Tolmo 50 años. Museo del Greco de Toledo.

## Premios
- Premio Ciudad de Alcalá de Poesía 1974.
- Premio de la Real Fundación de Toledo.
- Premio del Club Internacional de Prensa.
- Antena de Oro de Televisión.
- Premio UNICEF.
- Premio Manos Unidas.
- Premio BRAVO.
- Premio Pintura de Caja Castilla-La Mancha.
- Medalla Extraordinaria de las Bellas Artes de Castilla-La Mancha.

## Selección de libros publicados

### Novela, historia y pintura
- Guatemala la tierra en cólera, Madrid, LIDISA, 1976. 7. ISBN 978-84-400-1293.
- Habanera nocturna, Toledo, Zocodover, 1983.  ISBN  978-84-85996-31-5.
- Guayasamín, Toledo, Caja de Ahorros Provincial de Toledo. Obra Social y Cultural, 1992.  ISBN  978-84-606-0537-9.

### Geografía y turismo
- República Dominicana, Madrid, Anaya, 1995. ISBN  978-84-8165-368-7.
- Descubra España paso a paso, Madrid, Editorial SAPE, 1991. ISBN  978-84-7758-377-6.
- Cuba, Madrid, Anaya, 1993. ISBN 978-84-8165-115-7.
- Castilla La Mancha, Madrid, Anaya, 1994. ISBN  978-84-8165-150-8.
- Madrid y su entorno, Madrid, Anaya, 1998. ISBN  978-84-8165-585-8.
- Toledo, Madrid, Anaya, 2008. ISBN  978-84-9776-590-9.